# مختار حسنی
مختار حسنی (انگلیسی: Mokhtar Hasni؛ ۱۹ مارس ۱۹۵۲ – ۲۱ ژانویهٔ ۲۰۲۴) بازیکن سابق فوتبال اهل تونس بود.

## تیم ملی
وی عضو تیم ملی فوتبال تونس در جام جهانی فوتبال ۱۹۷۸ بوده است.